# Onna
Onna (japanska: 恩納村?, Onna-son), okinawianska:Unna, är en landskommun (by) i Okinawa prefektur, Japan. 
Kommunen ligger på huvudön Okinawa, cirka 40 kilometer norr om Okinawas huvudort Naha. 
´